# Team 13 – Freundschaft zählt
Team 13 – Freundschaft zählt ist ein deutsches Young-Fiction-Jugenddrama des Fernsehsenders RTL II. Es wurde seit dem 24. September 2018 wöchentlich im Montagabendprogramm ausgestrahlt und vom Kölner Produktionsunternehmen filmpool produziert. Zunächst wurden fünf Folgen für die erste Staffel produziert.
Für die Serie ist nach der ersten Staffel keine Fortsetzung geplant.

## Handlung & Hintergrund
Die Serie ist ein direktes Spin-off der Reality-Seifenoper Köln 50667. Mit der Figur Alexander Kowalski wurde eine Hauptfigur aus Köln 50667 übernommen, um die Serie im selben Serienuniversum einzuordnen. Die eigentliche Handlung der Serie startete in der Mutterserie Köln 50667. Die Handlungen rund um die Figur Raphael wurden zuvor dort in ein paar wenigen Folgen erzählt. Die erste Folge von Team 13 knüpft direkt an die Folge 1453 von Köln 50667 an, welche kurz zuvor auf RTL II ausgestrahlt wurde.

## Besetzung
| Schauspieler     | Rolle                                           | Folge     |
| ---------------- | ----------------------------------------------- | --------- |
| Ingo Kantorek †  | Alexander „Alex“ Kowalski, Rolle aus Köln 50667 | 1.01–1.05 |
| Matilda Merkel   | Hanna                                           | 1.01–1.05 |
| Robin Schick     | Raphael                                         | 1.01–1.05 |
| Markus Römer     | Lenny                                           | 1.01–1.05 |
| Damian Thüne     | Benno                                           | 1.01–1.05 |
| Ceci Chuh        | Jacky                                           | 1.01–1.05 |
| Meriel Hinsching | Cosima                                          | 1.01–1.05 |
| Marc Rissmann    | Manni                                           | 1.01–1.05 |
| Jana Reiß        | Karoline „Karo“                                 | 1.01–1.05 |
| Pauline Knof     | Nadine †                                        | 1.01–1.05 |

## Trivia
Die Serie baut teilweise auf Ereignissen auf, die zuvor bei Köln 50667 passierten. Der Darsteller der Rolle „Raphael“ Robin Schick ist bereits aus Nebenrollen der Serie Köln 50667 bekannt. Der Darsteller der Rolle „Alex Kowalski“ Ingo Kantorek war als Hauptrolle der Serie Köln 50667 bekannt, bis er am 16. August 2019 bei einem Verkehrsunfall ums Leben kam.